# 杜博夫卡区
杜博夫卡区（俄语：Дубовский район）是俄罗斯联邦伏尔加格勒州下辖的一个区，其行政中心为杜博夫卡。据2016年统计，该区的人口为29816人。